# Dionisi de Bizanci
Dionisi (en grec antic: ∆ιονύσιος Βυζάντιος, llatí: Dionysius Byzantinus) fou un geògraf de l'antiga Grècia natural de Bizanci que va viure abans del regnat de l'emperador Septimi Sever, al segle ii. És l'autor d'un periple (ἀνάπλους) per la mar Negra (De Bospori navigatione), de Bizanci a Calcedònia, que s'ha conservat.
El dit Periple del Bòsfor és un text breu en grec que consta de 112 paràgrafs i es conserva en dos manuscrits, un a París i l'altre a Londres. Malauradament, els paràgrafs 57 a 95 s'han perdut, i solament es poden suplir gràcies a la traducció llatina que en va fer Gyllius al segle xvi a partir de l'original.
Segons la Suda, a més d'aquesta obra geogràfica també va cultivar la poesia èpica, i va escriure una obra anomenada Θρῆνοι ('Lamentacions'), formada per cants fúnebres.